# Dámaso Antonio Larrañaga
Dámaso Antonio Larrañaga (Montevidéu, 10 de dezembro de 1771 – Montevidéu, 6 de fevereiro de 1848), foi um político, naturalista, botânico, escritor, pioneiro da pesquisa científica e sacerdote católico uruguaio, patrono na Academia Nacional de Letras do Uruguai, um dos articuladores da independência de seu país.
Enquanto a Cisplatina era território brasileiro, foi membro da 1ª legislatura da Câmara dos Deputados, sendo substituído por Francisco Llambi porque foi nomeado membro do primeiro Senado Brasileiro. Logo depois seria membro do primeiro senado uruguaio. Foi o primeiro diretor da Biblioteca Nacional do Uruguai e contribuiu para a criação da Universidade da República.

## Biografia
Era filho de Bernardina Pires e de Manuel de la Regaña. Sua mãe era natural da Banda Oriental (chamada, então, "criola"), familiar de José Gervasio Artigas, ao passo que o pai era basco e ocupava cargo político municipal ("cabildante").  Fez os estudos preparatórios no Convento de São Francisco e tencionava estudar medicina, mas decidiu seguir a carreira eclesiástica, vindo a se formar pelo Real Colegio de San Carlos, em Buenos Aires, onde em sua tese demonstrou conhecer os trabalhos dos sábios da época. Dali foi como sub-diácono para a antiga Universidade de Córdoba e veio a sagrar-se padre no Rio de Janeiro em 1798, ocasião em que aprofundou-se nos conhecimentos científicos.
De volta a Montevidéu em 1799, ali torna-se capelão das milícias. Em 1804 é vice-pároco da matriz, colaborando para a construção do novo templo onde viria a celebrar o casamento de Artigas com Rafaela Villagrán. Durante as Invasões Britânicas, fez parte das tropas que marcharam a Buenos Aires e, na retomada de Montevidéu cuidou dos feridos. Tão logo vieram as primeiras vacinas contra a varíola de Espanha, pouco tempo após sua invenção, atuou na conservação do vírus e na vacinação.
Larrañaga participou em 21 de setembro de 1808 do Conselho Aberto de Montevidéu que criou um governo local independente do Vice-Reino de Buenos Aires, e núcleo do movimento emancipacionista. Após a Batalha de Las Piedras foi expulso da cidade em 1811, escondendo-se na fazenda de um cunhado, sobrinho de Bernardo Prudencio Berro, que viria a presidir o país. Em 1813 voltaria ao cenário político, sendo enviado a Buenos Aires como delegado junto à Assembleia Constituinte de Buenos Aires durante a Espanha bonapartista mas, ali, foi ignorado: ele então articulou com Artigas a fim de que a Banda Oriental tivesse representação no congresso.

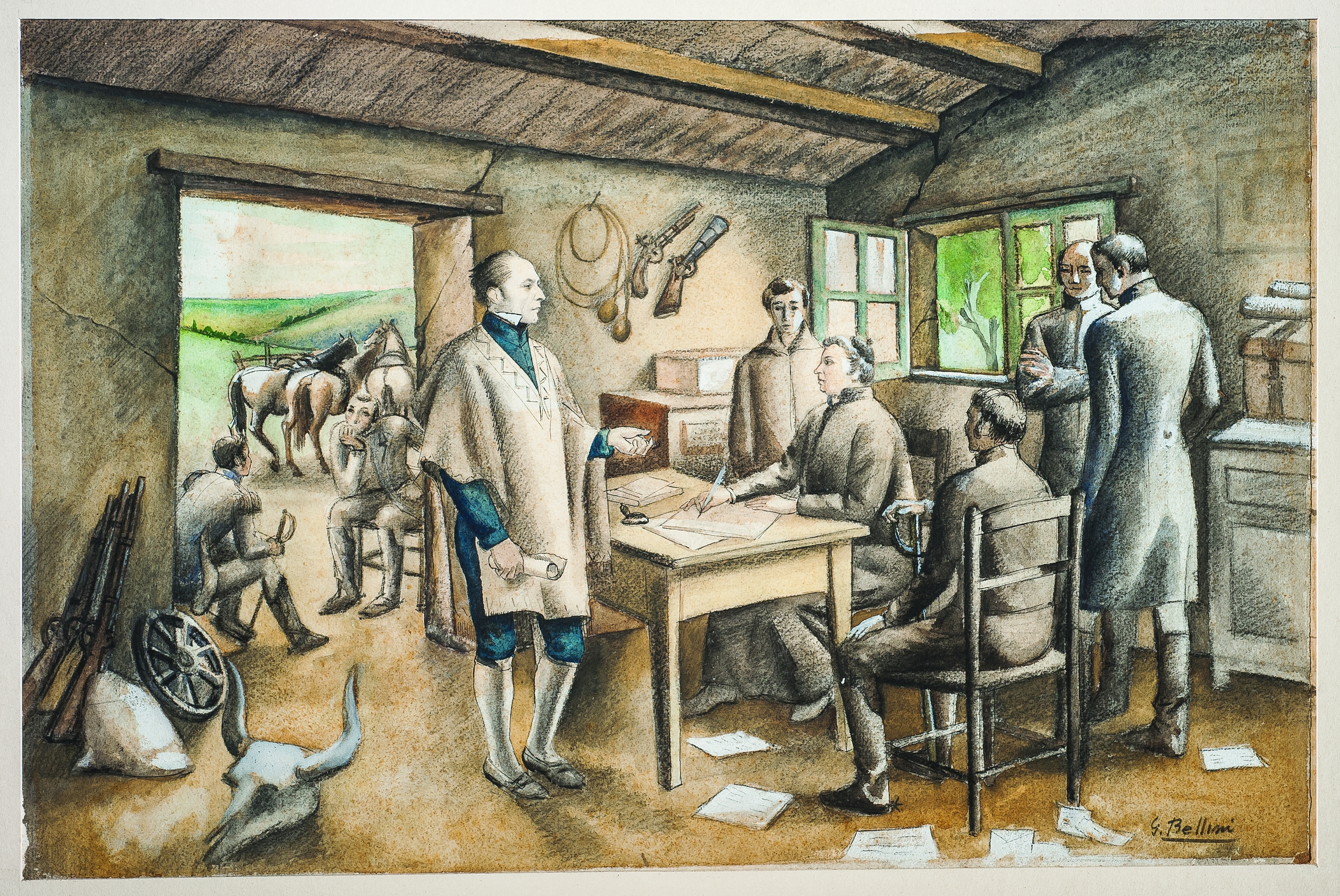
Entrevista do general Artigas com o doutor Dámaso Antonio Larrañaga, por Gilberto Bellini

Permaneceu em Buenos Aires, ocupando ali a função de vice-diretor da Biblioteca Pública até 1815, quando voltou à cidade natal levando as primeiras mudas de acácias brancas que pretendia aclimatar. Ali tornou-se pároco da matriz e neste posto foi enviado a Paysandú a fim de resolver as divergências entre o Cabildo de Montevidéu e Artigas - ocasião em que escreveu durante os vinte e seis dias da viagem as obras Diario del Viaje de Montevideo a Paysandú e o Compendio del idioma de la nación chaná. Em agosto daquele ano sugeriu a criação de uma biblioteca, oferecendo-se para dirigi-la: após a aprovação de Artigas, a instituição foi instalada no Forte de Montevidéu e inaugurada em 26 de maio de 1816, vindo mais tarde a se constituir na Biblioteca Nacional.
Ainda sob o comando de Artigas, foi enviado ao Rio de Janeiro a fim de propor a D. João VI de Portugal a anexação da Província Oriental e, em 1821, foi deputado no Congresso Cisplatino que deliberou pela anexação ao Reino de Portugal conservando autonomia local em alguns setores e, quando ocorre a revolução de 1825, que levou à independência do país, não participou dos movimentos. Proclamada a República, em 1830, ele volta à cena política, tornando-se senador. Em seu mandato atuou pela emancipação dos escravos, na criação de um orfanato e na criação de nove novas cátedras que viriam a ser o núcleo da futura Universidade da República.

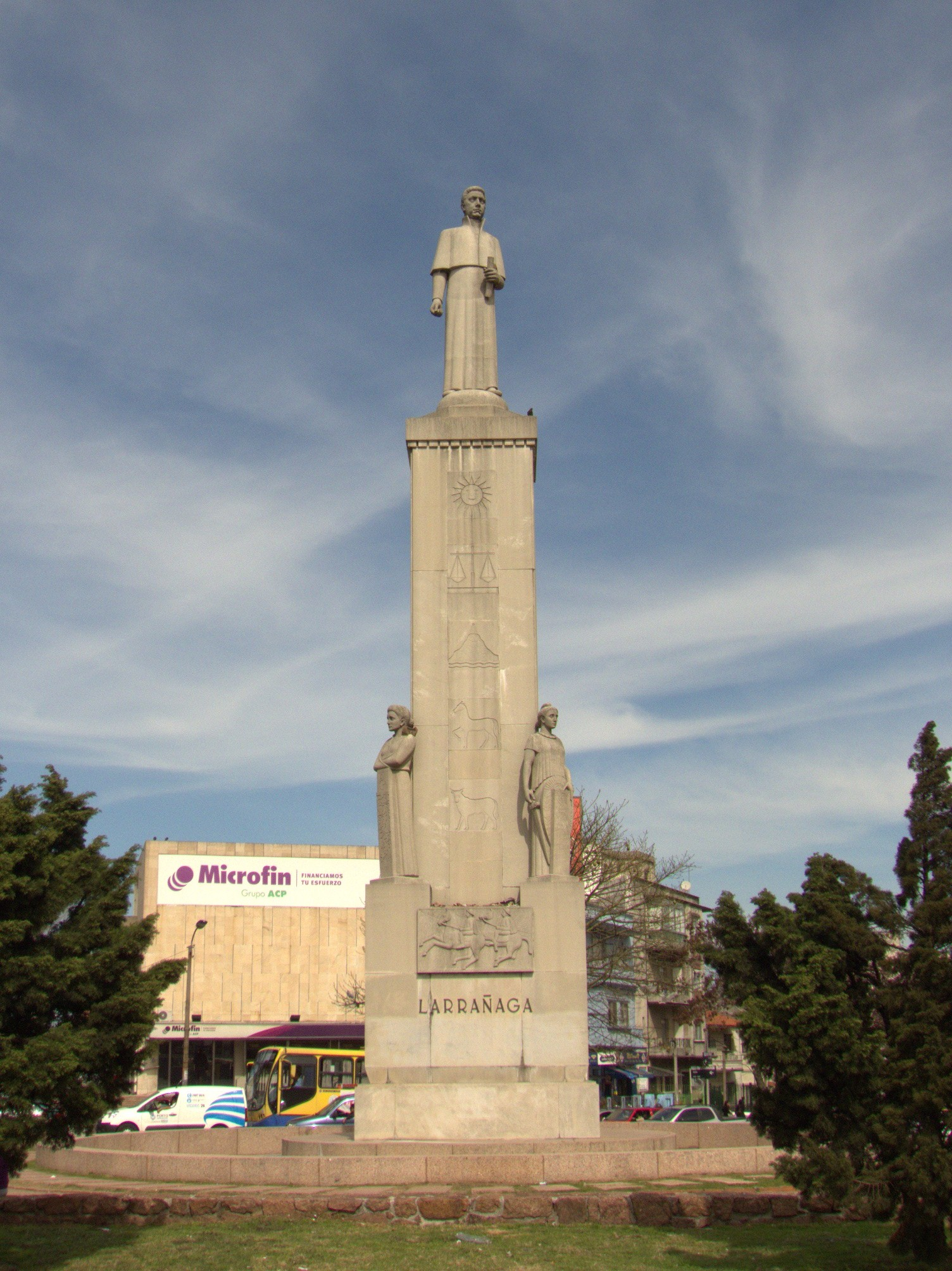
Monumento a Larrañaga, em Montevidéu

Em 1832 foi promovido a Vigário Apostólico, equivalente a bispo pois que não havia ainda diocese. Em 1837 presidiu a comissão que criou o Museu Nacional de História Natural. Durante a Guerra Grande, com a saúde abalada, vive retirado na sua casa de campo e, dada sua posição religiosa privilegiada, é respeitado pelos dois governos em conflito.
Havia sido nomeado por Manuel Oribe primeiro reitor da Universidade da República, mas morre de acidente vascular cerebral um ano antes de sua inauguração. Como naturalista identificou numerosas espécies animais e vegetais, sendo reconhecido por sábios contemporâneos.

## Produção científica
Segundo escreveu em 1837, teve "de por, como Adão, nome a todas as criações que se me apresentavam, para dar-me a entender aos sábios" face à terra inexplorada e selvagem de sua época. Foi responsável pela identificação de 646 espécies botânicas, por várias publicações científicas de valor histórico, inclusive com algumas ilustrações que ele mesmo produzia, a maioria publicadas entre 1922 e 1930 em três volumes com textos e ilustrações.
Interessou-se por todos os ramos da ciência, incluindo a mineralogia e a paleontologia sendo, neste último, pioneiro com a descoberta de um fóssil de tatu gigante no Uruguai, embora tenha sido a botânica sua área de maior atuação, havendo se correspondido com seus cômpares franceses Aimé Bonpland e Auguste de Saint-Hilaire além de outros naturalistas como Félix de Azara, de quem se acredita tenha conhecido pessoalmente.
Larrañaga também foi o responsável por introduzir a amoreira branca e o bicho-da-seda em seu país, ali fomentando sua produção. Chegou a ter uma boa colheita de casulos que foram suficientes para a confecção de alguns objetos, dentre os quais uma bolsa de dinheiro que veio a ser presenteada a Fructuoso Rivera, quando este ocupou a presidência (1830-1834). Diz-se que, quando de sua morte, foi sepultado usando meias tecidas com a seda produzida no seu criatório particular.

### Publicações
Além dos já mencionados Compendio del idioma de la nación chaná e Diario del Viaje de Montevideo a Paysandú (obra na qual relacionou suas observações sobre a fauna e flora dos locais pelos quais passou), colecionou em muitos cadernos descrições de árvores e plantas medicinais. Publicou, entre 1820 e 1824, o livro “Botánica”, fruto de anos de estudos. Em 1826 publicou ainda “Fábulas Americanas”.
Boa parte de seus estudos, entretanto, somente viriam a ser editados entre 1922 e 1930, como foi o caso de “Géneros indígenas”, onde relaciona duzentos gêneros. Sua produção seguia, principalmente, o sistema de Lineu.

## Homenagens
Larrañaga é nome em várias escolas, avenidas e museus no país natal, além de ter monumentos e sua efígie estampada em selos postais e na cédula de dois mil pesos uruguaios, nomeando ainda a Universidade Católica do Uruguai.
Numerosas espécies foram nomeadas em sua homenagem, como Eryngium larranagai, Paspalum larranagae, Euphorbia larranagae, etc.

## Publicações selecionadas
- Escritos de Don Dámaso Antonio Larrañaga. Montevideo: Instituto Histórico y Geográfico del Uruguay, 1922-1924, 3 v.
  - Tomo 1. (Diario de historia natural [1817])
- Escritos de Don Dámaso Antonio Larrañaga. Atlas. Parte 1. Botánica. 1927
- Escritos de don Dámaso Antonio Larrañaga. Atlas: Parte 2. Zoología, paleontología y mapas,
- Compendio del idioma chaná Buenos Aires : Arandu, 1944
- Viaje de Montevideo a Paysandú Montevideo: Biblioteca de Marcha, [1973] y Montevideo: Ediciones de la Banda Oriental,
- Apuntes históricos sobre el descubrimiento y población de la Banda Oriental del Río de la Plata y las ciudades de Montevideo, Maldonado, Colonia, etc ..., Montevideo,
- Diario de historia natural, 1808-1814 Montevideo: Ministerio de Educación y Cultura, 2015.
- Centenario de la Biblioteca pública de Montevideo, 1816. 26 de mayo de 1916. Discurso que en el acto de la inauguración Montevideo, Talleres gráficos del estado,
- Fábulas americanas: en consonancia con los usos, costumbres e historia natural del país. Montevideo: Imprenta de Dornaleche Hermanos,

## Abreviatura (zoologia)
A abreviatura Larrañaga  emprega-se para indicar a Dámaso Antonio Larrañaga como autoridade na descrição e taxonomia em zoologia.